# Arthur Pasquier
Arthur Frédéric Joseph Hélionor Vincent Pasquier (* 1. März 1883 in Coulongues-Thouarsais; † 8. Dezember 1963 in Paris) war ein französischer Radrennfahrer und Schrittmacher.
Arthur Pasquier war zunächst Radrennfahrer. So platzierte er sich im Jahr 1903 bei Paris–Roubaix  auf Rang sieben und bei Bordeaux–Paris auf Rang drei. Im Jahre 1909 wurde er Schrittmacher bei Steherrennen. Über 50 Jahre war er als solcher tätig und wurde legendär. Erst 1961 beendete er seine aktive Karriere. Er gewann 39 Titel, darunter vier WM-Titel mit Victor Linart. 1962 fuhr Arthur Pasquier im Prinzenparkstadion sein Abschiedsrennen gemeinsam mit Roger Godeau.
Auch sein jüngerer Bruder Ernest war Schrittmacher.